# Костёл Божией Матери Утешения (Вильнюс)
Костёл Пресвято́й Бо́жией Ма́тери Утеше́ния (Костёл августинцев, Švč. Mergelės Marijos Ramintojos bažnyčia, Augustinų bažnyčia, kościół Matki Boskiej Pocieszenia, kościół Augustijanów ) — здание недействующего в настоящее время католического костёла в Старом городе Вильнюса (ул. Савичяус, 13, в советское время ул. Ю. Вито; Savičiaus g. 13); памятник церковной архитектуры позднего барокко, последнее барочное строение в Вильнюсе.
Ансамбль костёла, бывших монастырских зданий и ограды является охраняемым государством объектом культурного наследия; код в Реестре культурных ценностей Литовской Республики 17068; код храма — 1093.

## История
Предполагается, что первоначально на месте выстроенного позднее костёла была церковь Косьмы и Дамиана. Около 1670 году на её месте была возведена деревянная церковь или часовня Преображения Господня, принадлежавшая кармелитам. С 1675 года она с прилегающими двумя участками земли перешла к августинцам, обосновавшимся в Вильне с 1673 года. В 1679 году был построен новый деревянный храм. Приобретённые монахами по записям и обетам соседние здания были перестроены и соединены друг с другом, образовав монастырские корпуса.
Пожар 1742 года уничтожил костёл. В 1746—1768 годах был выстроен новый храм, здание которого в основном сохранилось до наших дней. Храм был освящён во имя пресвятой Девы Марии Утешительницы 26 июня 1768 года виленским суффраганом Томашем Зенковичем.
Костёл был известен чудотворным образом пресвятой Девы Марии Утешительницы (вероятно, копия образа в краковском августинском костёле) в главном алтаре, украшенном шестью пилонами и изображавших херувимов скульптурами. Другие алтари были посвящены особо почитаемым августинцами святому Августину, его матери святой Монике, святому Николаю из Толентино, святому Фаддею, святому Иоанну Непомуку, святой Фёкле.
В конце XVIII века был построен основной корпус монастыря вдоль улицы Бокшто и образовался монастырский ансамбль между улицами Бокшто и Аугустийону (Augustijonų g.; в советское время улица Узкая, Сяуройи, Siauroji g.). В монастыре действовал новициат, некоторое время работала школа, имелась большая библиотека.
В 1803 году главный корпус монастыря перешёл в ведение богословского факультета Виленского университета (монахи переселились в Ковно). Здесь разместилась духовная семинария. После закрытия университета (1832) в зданиях монастыря расположилась Духовная римско-католическая академия (1833—1842). Среди её преподавателей был будущий епископ и писатель Мотеюс Валанчюс. После перевода академии в Санкт-Петербург в 1844 году здание перешло к православной духовной семинарии. Костёл в 1852 году был передан в ведение кармелитов, но вскоре был закрыт (1854).
В 1859 году здание бывшего костёла было перестроено в церковь Святого Андрея по проекту архитектора Томаша Тышецкого (по его же проекту помещения бывшего монастыря были приспособлены для нужд православной семинарии). При перестройке были уничтожены хоры, алтари со скульптурами в стиле рококо, сооружён иконостас. Чудотворный образ святой Девы Марии Утешительницы и литургическая утварь была передана в костёл Святых Иоаннов. В кафедральный собор Святого Станислава были переданы орган и портрет в полный рост фундатора первого августинского монастыря в Великом княжестве Литовском князя Витовта (был привезён из Бреста; ныне находится в кафедральном соборе над мемориальной плитой, посвящённой Витовту).
В 1918 году костёл был возвращён католикам и реставрирован. Часть зданий бывшего монастыря со стороны нынешней улицы Бокшто была возвращена Университету Стефана Батория. В них были расположены мужское общежитие, университетская столовая, помещения молодёжных организаций. В зданиях со стороны нынешней Савичяус (в советское время улицы Ю. Вито) располагалась учительская семинария. Во время боёв 1944 года южное крыло ансамбля, где в 1940—1941 годах действовала литовская женская гимназия «Бируте», было разрушено. После войны в сохранившихся зданиях были оборудованы квартиры, жильё в которых предоставлялось преподавателям государственного Вильнюсского университета.
Костёл после Второй мировой войны использовался как овощной склад. Интерьер был уничтожен железобетонными перекрытиями. После восстановления независимости Литвы здание храма было возвращено католической церкви. Однако средств на восстановление костёла не находилось. До 2017 года надзором здания занималось Министерство образования и науки Литвы. В 2017 году храм был передан Министерству внутренних дел, намеревающемуся с привлечением средств структурных фондов ЕС создать многофункциональное пространство для обучения, психологической и духовной помощи служащих министерства, в котором также действовало бы и учреждение культуры, открытое публике. В реставрированной западной части монастырских зданий устроены квартиры и офисы. Восточная часть вдоль улицы Бокшто длительное время оставалась в запустении. После длительной реставрации эта часть бывшего монастыря осенью 2017 года была передана в пользование белорусскому Европейскому гуманитарному университету.

## Архитектура
Здания бывшего монастыря чрезвычайно скромного декора и ничего выдающегося собой не представляют. Двухэтажный корпус, выходящий на улицу Бокшто, особенно запущен.
Костёл отличается изящными формами позднего барокко. Передний фасад украшает высокая пятиярусная башня с ажурным крестом (высота 41,5 м), выделяющаяся в силуэте Старого города. Храм с единственной башней переднего фасада в Литве представляет собой достаточно редкое явление. Башня украшена ордерными элементами.
В центре нижнего яруса расположен оригинальный портал из треугольных пилястров.
Убранство интерьеров и алтари не сохранились.